# Narco Wars – Der Kampf gegen Drogen
Narco Wars – Der Kampf gegen Drogen (Originaltitel: Narco Wars) ist eine britische Krimi-Dokureihe aus dem Jahr 2020 für National Geographic Channel über berüchtigte Drogenhändler.

## Inhalt
Die Dokureihe liefert einen Einblick in die kriminellen Aktivitäten von Drogenhändlern aus aller Welt. Aufgewertet wird die Dokureihe durch hochwertige Archivbilder und Interviews mit Insidern, Ermittlern und Verwandten aus dem Umfeld der Gangster, Fahnder und Opfer.

### Staffel 1
Die erste Staffel stellt den Fokus auf die Machenschaften südamerikanischer Drogenkartelle wie dem Medellín-Kartell und darin involvierte Kriminelle wie Pablo Escobar, Carlos Lehder Rivas, Griselda Blanco und George Jung. Darüber hinaus werden die Aktivitäten der Brüder Miguel und Gilberto Rodríguez Orejuela von dem Cali-Kartell und die Drogengeschäfte von Diego „Don Berna“ Murillo Bejarano aus den Reihen der paramilitärischen Autodefensas Unidas de Colombia (AUC) behandelt.
Abseits Kolumbiens wird die Gründung des mexikanischen Guadalajara-Kartells beleuchtet, mit besonderem Augenmerk auf die Mitbegründer Miguel Ángel Félix Gallardo und Rafael Caro Quintero. Weitere Episoden handeln von den Geschäften Joaquín „El Chapo“ Guzmáns des Sinaloa-Kartells mit Mittelsmännern wie den Flores-Brüdern aus Chicago und seinem Drogenkrieg gegen das Tijuana-Kartell mit Benjamín „El Min“ und Ramón Arellano Félix an dessen Spitze. Auch mit den grausamen Taten der paramilitärischen Los Zetas um Miguel Ángel „Z-40“ Treviño Morales setzen sich Interviewpartner auseinander bevor der religiöse Narco-Kult von Nazario Moreno González und Servando „La Tuta“ Gómez Martínez von der La Familia Michoacana und den Los Caballeros Templarios thematisiert wird.

### Staffel 2
Die zweite Staffel behandelt den Drogenhandel von Mitgliedern und Assoziierten der amerikanischen „Cosa Nostra“. Dabei handelt es sich um Carmine „Lilo“ Galantes Ambitionen bezüglich des Heroin-Handels Mithilfe von sizilianischen Mafiosi und der Übernahme der Bonanno-Familie. Auch der Meth- und P2P-Handel von Raymond „Long John“ Martorano von der Philadelphia–South Jersey Mafia und seines Sohnes George „Cowboy“ Martorano wird beleuchtet. In der dritten Episode geht es um den Aufstieg John Gottis in den Reihen der Gambino-Familie nach dem Mordanschlag auf Paul Castellano, als die nicht genehmigten Drogengeschäfte seiner Crew aufflogen. Interviewpartner von beiden Seiten des Gesetzes thematisieren den Ecstasy-Handel von Shaun Attwood in Arizona und die Übernahme dieses Geschäftsfeldes durch „Sammy the Bull“ Gravano mit einigen seiner Verwandten, nachdem er aus dem Zeugenschutzprogramm ausstieg. Des Weiteren geht es um die Machenschaften von Henry Hill als Assoziierter des Lucchese-Capos Paul „Paulie“ Vario und James „Jimmy“ Burke, bevor Hill ohne Genehmigung mit Drogen handelte, Suchtprobleme bekam und schließlich Kronzeuge wurde. In der letzten Episode dreht es sich um Vito Rizzuto, der in Montreal ein Drogensyndikat, bestehend aus Motorradclubs und Straßengangs schuf, das kolumbianisches Kokain in Kanada vertrieb.

### Staffel 3
In der dritten Staffel geht es zu Beginn um Khun Sas Heroin-Handel im goldenen Dreieck, sowie Leslie „Ike“ Atkinson der Mithilfe von Soldaten der United States Army Heroin aus jenem Gebiet in die USA schmuggelte und dieses von dem Gangster Frank Lucas vertreiben ließ. Darüber hinaus befassen sich die Produzenten mit dem sizilianischen Mafioso Gaetano „Tano“ Badalamenti, der während des sowjetisch-afghanischen Kriegs aus dem Exil heraus Mithilfe von Haji Ayub Afridi Heroin von Mudschaheddin aus Afghanistan in die Vereinigten Staaten schmuggelte und sie behandeln den afghanischen Drogenhändler Haji Bagcho, der mit einem Teil seiner Einnahmen die örtlichen Taliban finanzierte. Christopher Paul „Chris“ George selbst, der gemeinsam mit seinem Bruder Jeffrey Frank in Florida mit illegalen Praktiken Oxycodon-Tabletten in Pill Mills verkauften und damit maßgeblich zur Opioid-Epidemie in den USA beitrug, vor laufender Kamera Rede und Antwort steht, bevor die Staffel mit der Thematik rund um den Fentanyl-Handel von Nemesio „El Mencho“ Oseguera endet, der als Anführer des Kartells Jalisco Nueva Generación (CJNG) gilt.

## Episodenliste

### Staffel 1
| Nr. (ges.) | Nr. (St.) | Deutscher Titel                 | Originaltitel               | Erstveröffentlichung UK | Deutschsprachige Erstveröffentlichung (D/A/CH) |
| ---------- | --------- | ------------------------------- | --------------------------- | ----------------------- | ---------------------------------------------- |
| 1          | 1         | Wie das Kokain nach Amerika kam | How Cocaine Came To America | 9. Dez. 2020            | 4. Feb. 2021                                   |
| 2          | 2         | Mexikos erstes Kartell          | Mexico’s First Cartel       | 16. Dez. 2020           | 11. Feb. 2021                                  |
| 3          | 3         | Die Schlacht um die Grenze      | The Battle For The Border   | 23. Dez. 2020           | 18. Feb. 2021                                  |
| 4          | 4         | Escobars Imperium               | Escobar’s Empire            | 30. Dez. 2020           | 25. Feb. 2021                                  |
| 5          | 5         | Escobar zieht in den Krieg      | Escobar Goes To War         | 6. Jan. 2021            | 4. März 2021                                   |
| 6          | 6         | Der Aufstieg der Narco-Armee    | Rise Of The Narco Army      | 20. Jan. 2021           | 11. März 2021                                  |
| 7          | 7         | Nach Pablo                      | After Pablo                 | 27. Jan. 2021           | 25. März 2021                                  |
| 8          | 8         | Narco-Kult                      | Narco Cult                  | 3. Feb. 2021            | 1. Apr. 2021                                   |
| 9          | 9         | Staatsfeind Nr. 1 Chapo         | Chapo Public Enemy No. 1    | 10. Feb. 2021           | 8. Apr. 2021                                   |
| 10         | 10        | Der letzte Don                  | The Last Don                | 17. Feb. 2021           | 15. Apr. 2021                                  |

### Staffel 2
| Nr. (ges.) | Nr. (St.) | Deutscher Titel                          | Originaltitel                      | Erstveröffentlichung UK | Deutschsprachige Erstveröffentlichung (D/A/CH) |
| ---------- | --------- | ---------------------------------------- | ---------------------------------- | ----------------------- | ---------------------------------------------- |
| 11         | 1         | Der Heroin-Don                           | The Heroin Don                     | 26. Mai 2021            | 19. Aug. 2021                                  |
| 12         | 2         | Der König des Meth                       | The Mafia Meth King                | 2. Juni 2021            | 26. Aug. 2021                                  |
| 13         | 3         | Drogen, Wanzen und Dapper Don            | Drugs, Bugs And The Dapper Don     | 9. Juni 2021            | 9. Sep. 2021                                   |
| 14         | 4         | Sammy und das Ecstasy                    | How E Busted The Bull              | 16. Juni 2021           | 16. Sep. 2021                                  |
| 15         | 5         | Der Süchtige und der Untergang der Mafia | The Addict Who Took Down The Mafia | 23. Juni 2021           | 23. Sep. 2021                                  |
| 16         | 6         | Der Kokain-Pate                          | The Cocaine Godfather              | 30. Juni 2021           | 30. Sep. 2021                                  |

### Staffel 3
| Nr. (ges.) | Nr. (St.) | Deutscher Titel                       | Originaltitel                   | Erstveröffentlichung UK | Deutschsprachige Erstveröffentlichung (D/A/CH) |
| ---------- | --------- | ------------------------------------- | ------------------------------- | ----------------------- | ---------------------------------------------- |
| 17         | 1         | Wie Sgt. Smack Harlem abhängig machte | How Sgt. Smack Hooked Up Harlem | 3. Aug. 2022            | 20. Jan. 2023                                  |
| 18         | 2         | Prinz des Todes                       | Prince of Death                 | 10. Aug. 2022           | 20. Jan. 2023                                  |
| 19         | 3         | Die Mafia und der Mudschahidin        | The Mob and the Mujahideen      | 17. Aug. 2022           | 27. Jan. 2023                                  |
| 20         | 4         | Der Dschihad und Heroin               | Narco Jihad                     | 24. Aug. 2022           | 27. Jan. 2023                                  |
| 21         | 5         | Tablettensüchtig                      | Pain Pill Nation                | 7. Sep. 2022            | 3. Feb. 2023                                   |
| 22         | 6         | Die Opioid-Apokalypse                 | Opioid Apocalypse               | 7. Sep. 2022            | 3. Feb. 2023                                   |

## Liste der Interviewpartner
- George Jung – US-amerikanischer Drogenschmuggler
- Michael Corleone Blanco – Sohn der kolumbianischen Drogenbaronin Griselda Blanco
- Bob Palumbo – Ehem. Agent der DEA
- Jeremy McDermott – Investigativjournalist bei InSight Crime
- Jim Shed – Ehem. Agent der DEA
- Mónica Lehder – Tochter des Drogenbarons Carlos Lehder Rivas
- Francisco Tejeda Jaramillo – Mitverschwörer bei der Ermordung von Enrique „Kiki“ Camarena
- Carlton Turner – Ehem. Drogenbeauftragter der US-Regierung
- John Brown III – Ehem. Agent der DEA
- Ioan Grillo – Journalist und Buchautor
- J. Jesús Esquivel – Journalist und Buchautor
- James „Jaime“ Kuykendall – Ehem. Agent der DEA
- „Mika“ Camarena – Witwe von „Kiki“ Camarena
- Javier Coello Trejo – Ehem. Justizminister von Mexiko
- Edward Heath – Ehem. Leiter der DEA in Mexiko
- Terry Kirkpatrick – Ehem. US-amerikanischer Grenzschutzbeamter
- Jack Riley – Ehem. Spezialagent der DEA
- Steve Duncan – Ehem. Spezialagent des Justizministerium in Kalifornien
- Juan Carlos Reyna – Journalist und Buchautor
- Martin Corona – Ehem. Vollstrecker für das Tijuana-Kartell
- Víctor Chávez – Journalist und Fotograf
- José Antonio Ortega Sánchez – Ehem. Rechtsanwalt in Mexiko
- María Isabel Santos (Victoria Eugenia „Tata“ Henao) – Witwe von Pablo Escobar
- Sebastián Marroquín (Juan Pablo Escobar Henao) – Sohn von Pablo Escobar
- Edgar „El Chino“ Jiménez – Fotograf der Familie Escobar
- William R. Brownfield – Ehemaliger Botschafter der Vereinigten Staaten in Kolumbien
- Óscar Naranjo – Ehem. Leiter des polizeilichen Geheimdienstes in Kolumbien
- Gustavo Medina Medina – Richter und Staatsanwalt
- Luis Ospina – Reiseführer in Medellín
- Ken Cook – Ehem. New York State Police
- Bob Sears – Ehem. Agent der DEA
- William Rodríguez Abadía – Sohn von Miguel Ángel „El Señor“ Rodríguez Orejuela
- Joe Toft – Ehem. Special Agent der DEA in Bogotá
- César Gaviria – Ehem. Präsident Kolumbiens
- Daniel Fuentes – Ehem. Agent des FBI
- Arturo Fontes – Ehem. Agent des FBI
- Michael Chavarria – Ehem. Agent der DEA
- Mónica Ramírez Cano – Kriminalpsychologin
- Joel Saldaña – Ehem. Spezialagent der DEA
- Ernest Gonzalez – Assistent der US-Staatsanwaltschaft, Texas
- Diego Enrique Osorno – Journalist und Buchautor
- Claudia Elena Sánchez González – Mutter des Narco-Opfers Gerardo Heath Sánchez
- Carl Pike – Ehem. Agent der DEA
- Philippa Levine – Ehem. Agentin der DEA
- Cristóbal Álvarez – Jugendfreund von Nazario Moreno González
- Adrian Leos – Sergeant beim Büro des Sheriffs von Pinal County
- J. Jesús Lemus – Journalist aus Michoacán
- Gregorio López Gerónimo – Priester aus Apatzingán
- Vera – Ehem. Mitglied der Los Caballeros Templarios
- Falko Ernst – Analyst bei der International Crisis Group
- José Manuel Mireles Valverde – Arzt und Gründer einer paramilitärischen Bürgerwehr aus Michoacán
- Mike Ferrara – Assistent der US-Staatsanwaltschaft, Chicago
- Patricia Figueroa – Journalistin
- Olivia Flores – Ehefrau von Margarito „Junior“ Flores Jr.
- Mia Flores – Ehefrau von Pedro „Pete“ Flores
- Drew Hogan – Ehem. Spezialagent der DEA
- Carlos Ramón „El Medico“ Zapata – Ehem. Mitglied der paramilitärischen Todesschwadron Los Pepes
- Chris Feistl – Ehem. Agent der DEA
- Salud Hernández-Mora – Journalistin und Buchautorin
- Francisco Santos Calderón – Ehem. Vizepräsident Kolumbiens
- Luis Arlex Arango – Ehem. Mitglied der Autodefensas Unidas de Colombia
- Óscar José Ospino Pacheco – Ehem. Kommandant der Autodefensas Unidas de Colombia
- Jerry Salameh – Ehem. Agent der DEA
- Steven Cohen – Journalist und Forscher
- Angela Tucceri – Tochter von Carmine „Lilo“ Galante
- Bill Clark – Ehem. Detective des NYPD
- Carmine F. Russo – Ehem. Agent des FBI
- Ralph Blumenthal – Journalist und Buchautor
- Francesco „Frank“ Fiordilino – Ehem. Assoziierter der Bonanno-Familie
- Frank DiMatteo – Ehem. Assoziierter der Colombo-Familie
- Howard Greenberg – Strafverteidiger
- Joseph Pistone – Verdeckter Ermittler des FBI innerhalb der Bonanno-Familie
- Harold Hawkins – Spezialagent der HSI
- James „Jimmy D“ DeGregorio – Ehem. Mitglied des Pagan’s Motorcycle Club
- George „Cowboy“ Martorano – Ehem. Drogenhändler und Sohn von Raymond „Long John“ Martorano
- George Anastasia – Buchoutor
- Louis Pichini – Ehem. US-Bundesanwalt
- Ronald Raiton – Ehem. P2P-Händler
- Willard „Junior“ Moran – Ehem. Auftragsmörder
- Mike Cooke – Mitarbeiter der Clark-Vancouver Regional Drug Task Force
- Anthony Ruggiano Jr. – Ehem. Assoziierter der Gambino-Familie und Sohn von Anthony „Fat Andy“ Ruggiano
- George Gabriel – Ehem. Spezialagent des FBI
- John Alite – Ehem. Assoziierter der Gambino-Familie
- Bruce Mouw – Ehem. Supervisor des FBI
- Karen Gravano – Tochter von „Sammy the Bull“ Gravano
- Shaun Attwood – Ehem. Ecstasy-Händler
- Rich Lebel – Ehem. Detective des Phoenix Police Department
- Jim Cope – Ehem. Sergeant des Phoenix Police Department
- Dennis Wagner – Ehem. Reporter der The Arizona Republic
- Ron Sterrett – Ehem. Detective des Phoenix Police Department
- Rick Leahy – Ehem. Agent des FBI
- Ed Guevara – Ehem. Agent des FBI
- Karen Friedman Hill – Ehefrau von Henry Hill
- Gina Hill – Tochter von Henry Hill
- Robert Felt – Ehem. Agent der US-Zoll- und Grenzschutzbehörde
- George Freund – Ehem. Nassau County Police Department
- Jerry Aylward – Ehem. Nassau County Police Department
- Edward A. McDonald – Strafverteidiger
- Raymond Boulanger – Ehem. Kanadischer Drogenschmuggler
- Pietro Poletti – Ehem. Detective des Service de police de la ville de Montréal (SPVM)
- Réal Simard – Kronzeuge und ehem. Assoziierter der Cotroni-Familie aus Montreal
- Antonio Nicaso – Journalist und Buchautor
- Nicodemo Milano – Ehem. Detective des SPVM
- Lewis Rice – Ehem. Agent der DEA
- Francine Lucas-Sinclair – Tochter von Frank Lucas
- Ezel „Dickie“  Lucas – Mitglied der Country Boys und Bruder von Frank Lucas
- Ron Chepesiuk – Biograf von Leslie „Ike“ Atkinson
- Daniel „Dan“ Burch – Ehem. Assoziierter von Ike Atkinson
- Charles Lutz – Ehem. Agent der DEA
- Steve Surratt – Ehem. Drogenfahnder des Staatsbüros für Ermittlungen (SBI), North Carolina
- Michael Levine – Ehem. verdeckter Ermittler der DEA
- Rich LaMagna – Ehem. Agent der DEA
- Patrick Winn – Journalist und Buchautor
- Khuensai Jaiyen – Verbindungsbeamter von Khun Sa
- Mike Powers – Ehem. Agent der DEA
- Viraj Jutimitta – Ehem. Captain des Amtes für Drogenbekämpfung (NSB), Thailand
- Ivan Iniguez – Deputy beim Büro des Sheriffs von Pinal County
- Nick Caruso – Ehem. Agent der DEA
- Peter Carpanini – Ehem. Agent der DEA
- Zakariya Reed – Feuerwehr und Rettungsdienst Toledo
- Maria Badalamenti – Großnichte von Gaetano „Tano“ Badalamenti
- Mirwais Farahi – Ehem. Mudschahid
- Doug Wankel – Ehem. Agent der DEA
- Gregory D. Lee – Ehem. Agent der DEA
- Richard Fiano – Ehem. Agent der DEA
- Jeffrey James Higgins – Ehem. Agent der DEA und Buchautor
- John O’Rourke – Ehem. Agent der DEA
- Waleed Ahmadi – Ehem. Drogenfahnder der afghanischen Nationalpolizei
- „Muhammad“ – Ehem. DEA-Informant aus Afghanistan
- Tina Reed – Opioid-Kritikerin
- Christopher Paul „Chris“ George – Ehem. Pill-Mill-Betreiber
- Derik Nolan – Ehem. Sicherheitschef bei American Pain
- Sam Quinones – Journalist & Buchautor
- „J. D.“ – Ehem. Opioid-Süchtiger
- Andrew Kolodny – Medizinischer Direktor der Opioid Policy Research Collaborative
- Carmel Cafiero – Investigativjournalistin
- Jennifer Turner – Ehem. Spezialagentin des FBI
- Kurt McKenzie – Ehem. Agent des FBI
- John „Jack“ Riley – Ehem. stellvertretender Direktor der DEA
- „Snake“ – Ehem. Assoziierter der Gang Mickey Cobras
- Mike Vigil – Ehem. DEA-Chef für internationale Operationen
- Ben Westhoff – Journalist und Buchautor
- Iván Morales Corrales – Unteroffizier des Geheimdienstes der mexikanischen Bundespolizei
- Rick Minerd – Franklin County-Polizeichef

## Hintergrund
Die von Wall to Wall Media produzierte Dokureihe wurde in Großbritannien ab dem 9. Dezember 2020 auf National Geographic Channel ausgestrahlt und erschien in Deutschland ab dem 4. Februar 2021 ebenfalls auf National Geographic Channel. Staffel 2 erschien in Großbritannien ab dem 26. Mai 2021 und in Deutschland ab dem 19. August 2021 erneut auf National Geographic Channel. Die dritte Staffel wurde in Großbritannien ab dem 3. August 2022 und in Deutschland ab dem 20. Januar 2023 auf National Geographic Channel ausgestrahlt. Die deutsche Fassung der Serie entstand durch die Synchronfirma CasarettoSound.